# Spielberg (Oberdachstetten)
Spielberg (fränkisch: Schbilbärch) ist ein Gemeindeteil der Gemeinde Oberdachstetten im Landkreis Ansbach (Mittelfranken, Bayern). Spielberg liegt in der Gemarkung Mitteldachstetten.

## Geografie
Unmittelbar nördlich des Weilers fließt der Reifweihergraben, ein rechter Zufluss des Stockbachs, der rechts in die Fränkische Rezat mündet. Im Süden liegen der Höllengrund und das Waldgebiet Eberstall. 1 km südwestlich erhebt sich der Deutsche Bühl (528 m ü. NHN). 1 km südöstlich liegt das Rotholz. Eine Gemeindeverbindungsstraße führt zur Staatsstraße 2245 bei Oberdachstetten (1,7 km nördlich) bzw. die Bundesstraße 13 kreuzend nach Möckenau (1 km östlich).

## Geschichte
Der Ort wurde 1146 als „Spilberc“ erstmals urkundlich erwähnt. Der Ortsname war wohl ursprünglich der Flurname der in der Nähe gelegenen Erhebung (heute: Spielbuck). Offenbar gab es auf dieser Erhebung kultische Spiele (Winteraustreiben, Sonnwendfeier).
Im Jahre 1269 schenkte Sophia von Colmberg dem Kloster Heilsbronn ihre Besitzungen in Spielberg. Diese vier heilsbronnischen Anwesen verödeten und verfielen im Dreißigjährigen Krieg.
Gegen Ende des 18. Jahrhunderts gab es in Spielberg 5 Anwesen. Das Hochgericht übte das brandenburg-bayreuthische Schultheißenamt Markt Bergel aus. Die Dorf- und Gemeindeherrschaft hatte das brandenburg-bayreuthische Kastenamt Neuhof. Grundherren waren das Kastenamt Neuhof (1 Hof, 1 Gut, 1 Hirtenhaus), das brandenburg-ansbachische Kastenamt Colmberg (1 Gut) und die Reichsstadt Rothenburg (1 Gut).
Von 1797 bis 1808 unterstand der Ort dem Justiz- und Kammeramt Ansbach.
Durch das Gemeindeedikt wurde Spielberg dem 1808 gebildeten Steuerdistrikt Mitteldachstetten und der 1810 gegründeten Ruralgemeinde Mitteldachstetten zugeordnet. Am 1. Januar 1972 wurde Spielberg im Zuge der Gebietsreform in Bayern nach Oberdachstetten eingemeindet.

### Baudenkmäler
- Haus Nr. 7: eingeschossiger Bau des 18. Jahrhunderts mit Mansarddach und die dazugehörige eingeschossige Fachwerkscheune des 18. Jahrhunderts mit Krüppelwalm[13]
- Am Spielbuck befindet sich der kleine Turmhügel der Burg Spielberg.[13]

### Einwohnerentwicklung
| Jahr      | 001818 | 001840 | 001861 | 001871 | 001885 | 001900 | 001925 | 001950 | 001961 | 001970 | 001987 | 002006 | 002015 | 002019 |
| Einwohner | 48     | 44     | 51     | 39     | 41     | 32     | 28     | 48     | 31     | 24     | 33     | 32     | 27     | 25     |
| Häuser    | 7      | 7      |        |        | 7      | 8      | 5      | 6      | 7      |        | 7      |        |        |        |
| Quelle    | [ 15 ] | [ 16 ] | [ 17 ] | [ 18 ] | [ 19 ] | [ 20 ] | [ 21 ] | [ 22 ] | [ 23 ] | [ 24 ] | [ 25 ] |        | [ 26 ] | [ 27 ] |

## Religion
Der Ort ist seit der Reformation evangelisch-lutherisch geprägt und bis heute nach St. Bartholomäus (Oberdachstetten) gepfarrt. Die Einwohner römisch-katholischer Konfession sind nach St. Dionysius (Virnsberg) gepfarrt.